# Jesper Frost Rasmussen
Jesper Frost Rasmussen (født 27. marts 1975) er en dansk politiker og nuværende borgmester i Esbjerg Kommune for Venstre.
Han har foruden en ingeniøruddannelse fra Aalborg Universitet Esbjerg en HD i Organisation og Ledelse fra Syddansk Universitet Esbjerg.
Erhvervsmæssigt har han været ingeniør hos Danfoss og LEGO, hvorefter han arbejdede for forskellige forsyningsselskaber, herunder som administrerende direktør for DIN Forsyning fra 2016-2017. Han er siden 2019 vicepræsident for World Energy Cities Partnership, som er et samarbejde mellem verdens førende energibyer. Han er endvidere næstformand i Balance Danmark, der arbejder for geografisk balance i Danmark.
Han overtog borgmesterposten fra Johnny Søtrup efter at have været 1. viceborgmester fra 2014-2017. Han har været aktiv i Esbjerg Byråd siden han blev valgt første gang i 2009.
Frost har været medlem af bestyrelsen i KL (Kommunernes Landsforening) fra 2022.